# Agatha, laß das Morden sein!
Agatha, laß das Morden sein! ist eine Kriminalkomödie, die 1960 in den Bavaria-Studios in München in Schwarzweiß gedreht wurde. Regie führte Dietrich Haugk.

## Handlung
Dr. Peter Brent ist ein junger Rechtsanwalt. Er verteidigt eine Ehefrau, die wegen Mordversuchs an ihrem Gatten angeklagt ist. Mit einer Gartenschere hatte sie ihren Mann bedroht. Dr. Brent führt die Intention der Angeklagten auf einen „inneren Zwang“ zurück, der durch die übermäßige Lektüre von Kriminalromanen entstanden sein soll, denen seine Mandantin „hilflos ausgeliefert“ war. Dr. Brent hat als Beispiele einige Taschenkrimis mitgebracht und spricht damit den Staatsanwalt an, der in früheren Prozessen solche Literatur ebenfalls oft als „Schmutz und Schund“ bezeichnet hat. Brent zitiert Titel und Autoren und hakt sich an einer Schriftstellerin fest, die er verdächtigt, dass ihr „gesamtes Innenleben aus einem einzigen Gruselkabinett“ bestehe. Er würde gerne wissen, „welche unausgefüllte alte Jungfer sich hinter dem Pseudonym Agatha Scott“ verberge. Dabei ahnt er nicht, dass gerade diese Autorin mit ihrem Sekretär Edgar Karter im Gerichtssaal sitzt und den Prozess beobachtet. Als Brent sie gar als „abnorm“ bezeichnet, verlassen Scott und Karter den Saal.
Agatha Scott spricht in Dr. Brents Kanzlei vor. Ohne ihren Namen zu nennen, gesteht sie ihm, dass sie in einen Mord verwickelt sei. Peter Brent ist von der geheimnisvollen jungen, sehr feminin auftretenden Frau sehr angetan und verspricht ihr zu helfen. Agatha findet heraus, dass Peter Brent niemals einen Roman von ihr gelesen hat. Bevor Brent die weitere Vorgangsweise mit ihr besprechen kann, ruft Edgar Karter an. Agatha verlässt überstürzt die Kanzlei, um ihn zu treffen. Peter eilt ihr nach und sieht, wie sie mit Edgar in ein Taxi steigt. Mit seinem Wagen nimmt er die Verfolgung auf.
Im Auto schmieden Agatha und Edgar weitere Mordpläne. Der Taxifahrer ist entsetzt und liefert die beiden sofort im Polizeipräsidium ab. Während Agatha den Irrtum aufklärt, weil es sich bei den Gesprächen im Taxi um nichts Anderes als die Entwürfe weiterer Kriminalromane gehandelt hatte, gibt der Taxifahrer den anwesenden Journalisten noch stolz ein Interview über das scheinbare Mordkomplott der beiden. Als Dr. Brent eintrifft, um seine vorgebliche Mandantin zu unterstützen, muss er erkennen, dass es sich um die von ihm so verfemte Krimiautorin Agatha Scott handelt, die inzwischen von der Presse hofiert wird. Tags darauf erscheint die Geschichte der Verwechslung in den Morgenzeitungen und Brent wird im Gericht von seinen Kollegen belächelt, weil er von der attraktiven und erfolgreichen Autorin ausgetrickst worden ist. Nun will er die Lektüre ihrer Werke nachholen, indem er sich diese von seiner Sekretärin im Büro vorlesen lässt. Das überzeugt ihn jedoch nicht vom Talent Agathas. Gerade will er sich wieder über den Stil der Schriftstellerin mokieren, als diese anruft und sich entschuldigen will. Peter Brent kann nicht umhin, ihr vorzuwerfen, dass sie „überspannte Geschichten“ schreibe und das sei „für eine richtige Frau einfach nicht normal“. Er will sie davon abbringen, weiterhin Romane zu schreiben. Agatha legt entrüstet den Hörer auf.
Während sie ihrem Sekretär Edgar ihren neuesten Trivialroman diktiert, fragt Agatha ihn, ob er ihren Stil auch überspannt finde. Edgar, der als Erbe seines Vaters dessen Verlag durch die Herausgabe von Bänden moderner Lyrik ruiniert hatte, kann sich offene Kritik an seiner Chefin und deren Schriftstellerei jedoch nicht leisten. Überraschend trifft ein Strauß Blumen und ein Schreiben von Dr. Brent ein. In seinem Brief lädt er Agatha in sein abgelegenes Landhaus in Moorland ein. Sollte sie sich als „schwache schutzlose Frau“ nicht allein in die einsame Gegend wagen, so darf sie ihren Sekretär Edgar Karter als Begleitung mitbringen.
Letztlich willigt Agatha ein, die Einladung nach Moorland anzunehmen. Die Sekretärin Dr. Brents rät ihr, mit der Eisenbahn anzureisen. Am Haltepunkt soll sie von einem Bediensteten Dr. Brents abgeholt werden.
Inzwischen werden Vorbereitungen für die Ankunft Agathas und Edgars getroffen. Brents Sekretärin engagiert den etwas unbeholfenen und eigenwilligen Schauspieler Thomas Lorenzen. Dr. Brent bestellt 7 Särge auf sein Landgut. Einer davon soll zu einem bestimmten Zeitpunkt per Bahn angeliefert werden. Es wird klar, dass Dr. Brent Agatha Scott mit einem fingierten Verbrechen Angst einjagen will, um sie vom weiteren Schreiben abzuhalten.
Inzwischen irrt jedoch ein echter Mörder, der geisteskranke Violinvirtuose Philip, der aus einer Irrenanstalt entlaufen ist, in der Gegend von Moorland herum. Als er auf den Schauspieler Lorenzen trifft, der ausgerechnet mit einem Geigenkasten durch den Wald zu Peter Brents Anwesen unterwegs ist, wird das von Brent so gut geplante Spiel Realität: Philip überfällt Lorenzen und schlägt ihn nieder, um seinen Anstaltsdrillich gegen dessen Kleidung auszutauschen. Ein Pferdewagen überfährt Lorenzens Geige, die auf dem Weg liegen geblieben ist.
Agatha und Edgar sind am Haltepunkt Moorland angekommen. Sie wundern sich, dass noch niemand gekommen ist, sie abzuholen. Edgar soll inzwischen einen Sarg übernehmen, der mit dem gleichen Eisenbahnzug für Dr. Brent angeliefert worden ist. Ein Polizist informiert die beiden, dass es wegen des entsprungenen Geigenmörders nicht ratsam ist, zu Fuß zu dem Gutshof zu gehen. Da taucht auch schon der Gutsbedienstete mit seinem Pferdefuhrwerk auf. Zuvor hatte er noch schnell eine Augenklappe angelegt, wohl um noch unheimlicher zu wirken. Edgar und der Kutscher laden den Sarg auf den Wagen und machen sich auf den Weg durchs Moor.
An einer Brücke über einen Entwässerungsgraben knicken einige Balken ab und das Fuhrwerk bleibt hängen. Später stellt sich heraus, dass die Balken angesägt worden waren. Der Kutscher will bei seinem Pferd bleiben und schickt Agatha und Edgar allein zu Dr. Brents Anwesen voraus, um Hilfe zu holen. Zum Schutz gibt er ihnen nur seinen Revolver mit. Ohne Schuhe machen sich die beiden auf den Weg. Bald stellen sie fest, dass sie sich verirrt haben. Völlig erschöpft hören sie Hilferufe. Sie treffen auf den Geigenmörder, der ebenfalls im Moor festsitzt. Edgar trägt den Geiger, der inzwischen ohnmächtig geworden ist, auf seiner Schulter, bis sie den Gutshof endlich erreichen. Dort werden sie von Dr. Brents Bluthunden empfangen. Wegen eines angeblichen Kurzschlusses gibt es in dem Haus kein elektrisches Licht. Fackeln und Kerzen geben dem Anwesen ein düsteres Aussehen.
Auf dem Gutshof sind die Bediensteten davon überzeugt, dass es sich bei dem aus dem Moor gezogenen Mann um Thomas Lorenzen handeln müsse. Der weiß jedoch nichts von dem Schauspieler Lorenzen und spielt sein eigenes Spiel. Als sie auf ihre Zimmer geführt werden, informiert ein Bediensteter Agatha und Edgar, dass Peter Brent schon zu Bett gegangen sei. Aus der Ferne hören sie eine weibliche Stimme, die aufgeregt schreit, „dass es auch diesmal Mord“ sei, wenn jemandem etwas zustoße. Keiner der Bediensteten kümmert sich um das Geschrei. Plötzlich huscht eine Frau in Weiß über den Korridor. Auf die Frage Agathas, wer denn die Dame sei, erfährt sie nur, dass diese zum Hause gehöre. Als er mit Agatha allein ist, äußert Edgar den Verdacht, dass der Mord, von dem die weibliche Stimme sprach, ihm gelten könnte. Inzwischen kümmert sich der Bedienstete um den entsprungenen Geigenmörder Philip, den er für den Schauspieler Lorenzen hält. Philip ist ganz fasziniert von einer Amati, die ein Erbstück der Brents ist.
Edgar hegt den Verdacht, dass der Mord, von dem die weibliche Stimme sprach, ihn betreffen könnte.

## Hintergrund
Auf unterhaltsame Weise werden hier nicht nur Kriminalfilme wie die nach Edgar Wallace parodiert, sondern auch der Aufbau von Kriminalromanen im Stile Agatha Christies hinterfragt. Das alles geschieht mit den filmischen Mitteln der damaligen Zeit, mit denen auch die Wallace- und Christie-Verfilmungen aufwarteten. Gruselige Landsitze, eigenartige Gestalten, die dort hausen, und nebelige Landschaften waren die Zutaten zu vielen Krimis wie beispielsweise Der Frosch mit der Maske (1959) nach Edgar Wallace. In Zeugin der Anklage (1957) nach Agatha Christie wird ein Gerichtsfall präsentiert, bei dem der Rechtsanwalt und Verteidiger erst als Detektiv auftreten muss, um den Fall zu lösen.
Nach Heldinnen, ebenfalls mit Johanna von Kocian, seiner damaligen Ehefrau in der Hauptrolle, war Agatha, laß das Morden sein! der zweite Spielfilm unter der Regie von Dietrich Haugk. Gedreht wurde der Film vom 20. Oktober 1960 bis November 1960 im Bavaria-Atelier München-Geiselgasteig. Die Kostüme stammten von Charlotte Flemming, die auch schon bei Der Frosch mit der Maske und Heldinnen mitgearbeitet hatte. Für die weitere Ausstattung waren der Filmarchitekt und Kulissenmaler Bruno Monden und der Architekt und Bühnenbildner Franz Bi zuständig, die zuvor eine Reihe von Filmen gemeinsam ausgestattet hatten.
Agatha, laß das Morden sein! wurde am 22. Dezember 1960 im Gloria-Palast Frankfurt uraufgeführt, der Kinostart in der DDR erfolgte knapp ein Jahr später.

## Kritik
Zum Erscheinungstermin des Films wurde Agatha, laß das Morden sein! wegen seiner parodistischen und ironischen Szenen von der FSK entgegen den damaligen Gepflogenheiten für Thriller und Krimis schon ab 12 Jahren freigegeben. Der Medienpädagoge Erich Wasem, ein Vertreter der Bewahrpädagogik, meinte jedoch dazu, dass Kinder und Jugendliche in diesem Alter durch die schaurige Darstellung im Film zu sehr mitgerissen würden und nicht in der Lage seien „durch Ironie Abstand zum Geschehen auf der Leinwand zu finden.“
Der Spiegel schrieb über den Einsatz von elf, zum Teil namhaften Drehbuchautoren: „Aber auch dieser massierte Einsatz fleißiger Federn räumt die Skepsis nicht beiseite, die gegenüber deutschen Lustspielen, Kriminalfilmen und zumal Kriminallustspielfilmen angebracht ist.“ Der Spiegel-Kritiker riet damals dem Regisseur Dietrich Haugk, „das Filmen sein zu lassen“. Der Evangelische Film-Beobachter urteilt kurz und knapp, bei dem Film handle es sich um eine „mißlungene Gruselkomödie um eine Kriminalschriftstellerin“.